# Gemeindesteuer (Deutschland)
Bei Gemeindesteuern steht das Steueraufkommen für bestimmte Steuerarten den Gemeinden als Steuergläubiger zu, die auch die Steuerhoheit ausüben.

## Allgemeines
Das deutsche Finanzverfassungsrecht unterscheidet gemäß Art. 106 GG zwischen Bundessteuern, Gemeinschaftsteuern, Ländersteuern und Gemeindesteuern. Jede dieser Gebietskörperschaften besitzt mithin ein eigenes Steueraufkommen, das im Finanzausgleich berücksichtigt wird.

## Rechtsgrundlagen
In Art. 106 Abs. 6 GG ist vorgeschrieben, dass das Aufkommen der Gemeindesteuern den Gemeinden zusteht. Im weiteren Sinne gehören neben diesen Gemeindesteuern auch die Anteile der Kommunen an Lohnsteuer und an veranlagter Einkommensteuer sowie Anteile an Kapitalertragsteuer und Umsatzsteuer zur Gemeindesteuer.
Die Gemeindesteuern wurden erst im Zuge der Finanzreform 1956 in das Grundgesetz aufgenommen. Der Bund darf diese Steuern nicht grundsätzlich entziehen, er kann aber das Aufkommen durch Gesetz einschränken. Als Beispiel seien das Steueränderungsgesetz 1979, welches das Aufkommen der Gewerbesteuer begrenzte, und die Streichung der Gewerbekapitalsteuer oder die Erhöhung der Gewerbesteuerumlage genannt.

## Steuerarten
Die Steuerarten verteilen sich auf die Steuerhoheit wie folgt:
| Steuerhoheit        | Steuerart | Anmerkungen | Steueranteile aus anderen Steuerhoheiten |
| ------------------- | --- | --- | --- |
| Bundessteuern       | - Verbrauchsteuern (Alkoholsteuer, Alkopopsteuer, Energiesteuer Kaffeesteuer, Schaumweinsteuer, Stromsteuer, Tabaksteuer, Zwischenerzeugnissteuer) - Verkehrsteuern (Kraftfahrzeugsteuer, Luftverkehrsteuer, Versicherungsteuer) - Kapitalverkehrsteuern - Zölle | von den Verbrauchsteuern nicht die Biersteuer | Gemeinschaftsteuern: Lohnsteuer und veranlagte Einkommensteuer: 42,5 %; nicht veranlagte Ertragsteuern und Körperschaftsteuer: 50 %; Umsatz- und Einfuhrumsatzsteuer: 49,6 %; Gewerbesteuerumlage: 14 % |
| Gemeinschaftsteuern | Lohnsteuer und veranlagte Einkommensteuer, nicht veranlagte Ertragsteuern und Körperschaftsteuer, Umsatzsteuer, Einfuhrumsatzsteuer Kapitalertragsteuer | Körperschaftsteuer: Bund und Länder jeweils 50 % Lohnsteuer und veranlagte Einkommensteuer: Bund und Länder jeweils 42,5 %, Gemeinden 15 %; nicht veranlagte Ertragsteuer und Körperschaftsteuer: Bund und Länder jeweils 50 %; Umsatzsteuer: Bund 66,5 %, Länder 33,5 % Bund und Länder jeweils 44 % | Gewerbesteuerumlage: 14 % |
| Ländersteuern       | - Verbrauchsteuern (Biersteuer) - Verkehrsteuern (Grunderwerbsteuer, Rennwett- und Lotteriesteuer, Feuerschutzsteuer, Spielbankabgabe) - Besitzsteuern (Erbschaftsteuer, Schenkungsteuer)                                                                        | die Vermögensteuer wird seit 1997 nicht mehr erhoben | Lohnsteuer und veranlagte Einkommensteuer: 42,5 %; nicht veranlagte Ertragsteuer und Körperschaftsteuer: 50 %; Umsatz- und Einfuhrumsatzsteuer: 50,4 %                                                  |
| Gemeindesteuern     | Gewerbesteuer, Grundsteuer, Verbrauchsteuern | Verbrauchsteuern: Fischereisteuer, Getränkesteuer, Hundesteuer, Jagdsteuer, Kommunalabgaben, kommunale Verwaltungsgebühren, Kulturförderabgabe, Ortstaxe, Pferdesteuer, Schankerlaubnissteuer, Vergnügungsteuer, Zweitwohnungssteuer                                                                  | Gemeinschaftsteuern: Lohnsteuer und veranlagte Einkommensteuer: 15 %; Kapitalertragsteuer: 12 %; Steuerzuweisungen aus dem Landeshaushalt                                                               |

Die Ortstaxe wird in den erhebenden Gemeinden synonym auch als Aufenthaltsabgabe, Beherbergungstaxe, Gästetaxe, Hotelsteuer, Kurabgabe, Kurbeitrag, Kurtaxe oder Nächtigungtaxe bezeichnet.
Die Gemeinden erhalten nach § 1 GemFinRefG 15 Prozent des Aufkommens an Lohnsteuer und an veranlagter Einkommensteuer sowie 12 Prozent des Aufkommens an Kapitalertragsteuer. Gemäß § 1 Abs. 1 FinAusglG erhalten die Gemeinden zudem 1,995 % der Umsatzsteuer.
Die so genannte kommunale Einwohnersteuer, welche nach Wohnraum und Mietwert von Gemeinden in Baden-Württemberg erhoben wird, ist mit dem Grundgesetz vereinbar. Für verfassungswidrig erklärt wurde hingegen eine in Kassel erhobene Verbrauchsteuer auf Einwegverpackungen, weil sie gegen das damalige Kooperationsprinzip des Abfallrechts verstieß. Zum 31. Dezember 2009 schaffte Offenbach am Main als letzte Stadt in Deutschland die Getränkesteuer ab. Die Einführung einer von Essen geplanten Solariums- und Stehtischsteuer wurde 2017 durch das Innenministerium untersagt. Wie diese Urteile zeigen, ist das kommunale Steuerfindungsrecht begrenzt durch die Kommunalabgabengesetze der Länder und die kommunalen Steuersatzungen, die durch die Kommunalaufsicht zu genehmigen sind. Die von Tübingen im Januar 2022 eingeführte Verpackungsteuer auf Einwegverpackungen und Einweggeschirr ist nach einem Urteil des Bundesverwaltungsgerichts (BVerwG) rechtmäßig.

## Umlage
Im Rahmen der so genannten redistributiven Funktion müssen Gemeinden gemäß Art. 106 Abs. 6 GG durch eine Gewerbesteuerumlage Bund und Länder an dem Aufkommen der Gewerbesteuer mit jeweils 14 % beteiligen.

## Wirtschaftliche Aspekte
Die verfassungsrechtliche Zuordnung der Gemeinden zu den Ländern hat zur Folge, dass Finanzbedarf und Finanzkraft der Gemeinden und Gemeindeverbände weitgehend von landesrechtlichen und bundesrechtlichen Vorgaben abhängig sind. So wird der Gemeindeanteil an den Gemeinschaftsteuern (Art. 106 Abs. 5 und 7 GG) durch Bundessteuergesetz sowie durch bundesrechtliche (Art. 106 Abs. 5 Satz 2 GG) und landesrechtliche Verteilungsregeln (Art. 106 Abs. 7 GG) bestimmt. Selbst die Rechtsgrundlage für die kommunalen Verbrauchsteuern wird durch die Länder geschaffen (Art. 105 Abs. 2a GG).
Die Gemeindesteuern sind Teil des Finanzausgleichs, durch den die Gemeinschaftsteuern, Ländersteuern und Gemeindesteuern unter diesen Gebietskörperschaften verteilt werden. Damit soll die Finanzierung der öffentlichen Aufgaben insbesondere bei der Daseinsvorsorge sichergestellt werden.  Das komplexe Verteilungssystem unterscheidet zwischen dem vertikalen Finanzausgleich auf verschiedenen Ebenen (Bund → Länder → Gemeinden) mit Bundesergänzungszuweisungen und dem horizontalen Finanzausgleich auf gleicher Ebene, der aus dem Umsatzsteuervorwegausgleich und dem Länderfinanzausgleich unter den Bundesländern besteht.

## International
In Österreich wird die Einführung von Gemeindesteuern diskutiert. Der österreichische Föderalismus weist im internationalen Vergleich eine besonders geringe Autonomie bei Staatseinnahmen sowohl auf Länder- als auch auf Gemeindeebene auf. Die Finanzierung der Ausgaben erfolgt in überwiegendem Maße über die Anteile an den gemeinschaftlichen Bundessteuern. Für die Ebene der Gemeinden eignen sich die Grundsteuer und die Kommunalsteuer.
In der Schweiz gibt es vergleichbar wie in Deutschland Bundessteuern, Kantonssteuern und Gemeindesteuern. Jede Gemeinde kann selbst die Höhe der Gemeindesteuer festsetzen, was zu erheblichen Unterschieden innerhalb der Schweiz führt.
Aus der Gliederung in Bund, Kantone und Gemeinden ergibt sich folgende Ertragshoheit:
| Steuerhoheit          | direkte Steuer                                                                             | indirekte Steuer                                                                 |
| --------------------- | ------------------------------------------------------------------------------------------ | -------------------------------------------------------------------------------- |
| Direkte Bundessteuern | Einkommensteuer, Quellensteuer, Stempelsteuer, Verrechnungssteuer, Wehrpflichtersatzabgabe | Biersteuer, Mehrwertsteuer, Mineralölsteuer, Tabaksteuer, Steuer auf Spirituosen |
| Kantonssteuern        | Einkommensteuer, Vermögenssteuer, Erbschaftssteuer, Schenkungsteuer, Liegenschaftssteuer   | Motorfahrzeugsteuer, Stempelsteuer, Billettsteuer                                |
| Gemeindesteuern       | Einkommensteuer, Vermögenssteuer, Kopfsteuer/Personalsteuer, Liegenschaftssteuer           | Sackgebühr, Abwassergebühr, Hundesteuer, Billettsteuer                           |

Direkte Steuern werden auf Einkommen, Vermögen und Kapitalertrag erhoben, indirekte Steuern belasten den Verbrauch (etwa Kraftstoff), Besitz (Kraftfahrzeug) oder den Aufwand (Sackgebühr).
In den USA wird die Bundessteuer (englisch Federal Tax) zentral vom Internal Revenue Service verwaltet. Die wenig systematische Aufteilung der Steuerhoheit kann dazu führen, dass neben den US-Bundessteuern auch die Steuern auf der Ebene der US-Bundesstaaten (englisch State Taxes) und gegebenenfalls auf der lokalen Ebene der Städte und Munizipalitäten (englisch Local Taxes) kumulativ bei derselben Steuerart anfallen.